# Mogens von Haven
Mogens von Haven (Randers, 21 de octubre de 1917-8 de diciembre de 1999), fue un fotógrafo danés ganador de la World Press Photo of the Year en 1955.

## Biografía
Comenzó a trabajar en 1946 como fotógrafo independiente en Copenhague, antes de especializarse al principio de los años 1950 en la fotografía de acontecimientos deportivos. Después de la Segunda Guerra Mundial, fotografía escenas de ballet y se vuelca en las exposiciones fotográficas así como de los libros como Balletten danser ud (1961) o The Royal Danish Ballet (1964). Entre 1962 y 1965 fue presidente de la "Organización Danesa de Fotoperiodismo". Antes de su muerte donó todos sus negativos al Museo de comunicación de Dinamarca.

## La foto ganadora
La foto, en negro y blanco, fue tomada el 28 de agosto de 1955 sobre el circuito Volk Mølle en Randers, Dinamarca y muestra a un motociclista que cae durante el Campeonato Mundial de Motocross. Fue la primera persona en ganar el Premio World Press Photo of the Year.